# سفارة نيجيريا لدى السعودية
سفارة نيجيريا لدى السعودية هي الممثلية الدبلوماسية العليا لدولة نيجيريا لدى المملكة العربية السعودية. تقع السفارة في حي السفارات في الرياض.